# Жељезно Поље
Жељезно Поље је насељено мјесто у Босни и Херцеговини, у општини Жепче, које административно припада Федерацији Босне и Херцеговине. Према попису становништва из 2013. у насељу је живјело 4.791 становника.

## Становништво
| Националност       | 1991.          | 1981.          | 1971.          |
| Муслимани          | 3.947 (90,03%) | 3.430 (88,47%) | 2.636 (87,95%) |
| Хрвати             | 386 (8,80%)    | 392 (10,11%)   | 341 (11,37%)   |
| Срби               | 19 (0,43%)     | 28 (0,72%)     | 11 (0,36%)     |
| Југословени        | 20 (0,45%)     | 14 (0,36%)     | 3 (0,10%)      |
| остали и непознато | 12 (0,27%)     | 13 (0,33%)     | 6 (0,20%)      |
| Укупно             | 4.384          | 3.877          | 2.997          |